# 禰寢清年
禰寝清年（日语：／ Nejime Kiyotoshi，1510年—1559年）是一名日本戰國時代武將，為禰寝氏（又稱根占氏，後改為小松氏）第15代當主。禰寝氏是大隅國的國人領主，原隸屬於肝付氏。

## 生平
永正七年（1510年），禰寝重就之子清年誕生。在島津忠良與島津實久爭奪家督繼承權的過程中，禰寝清年致力於調解雙方的和睦。此外，禰寝氏與種子島氏長期以來保持親戚關係，但在天文十二年（1543年）鐵砲傳入種子島之時（即鐵砲傳來），兩家曾發生戰爭。此戰爭（禰寝〈根占〉戰爭）中，種子島氏的勢力在禰寝氏面前遭遇挫敗。
永祿二年（1559年），禰寝清年逝世。